# Кунце, Ивонн
Ивонн Кунце-Опперманн (нем. Yvonne Kunze-Oppermann; род. 5 января 1978 в Радебойль, земля Саксония, Германская Демократическая Республика) — немецкая шорт-трекистка, шестикратная бронзовая призёр чемпионата Европы. Участница зимних Олимпийских игр 1998, 2002 и 2006 годов, 15-тикратная чемпионка Германии.

## Спортивная карьера
Ивонн Кунце родилась в небольшом городе Радебойль, где и начала заниматься фигурным катанием в возрасте 5 лет. Из-за своего небольшого роста перешла в конькобежный спорт в 1987 году и даже заняла 16-е место на юниорском национальном чемпионате. Тренировалась на базе клуба «EV Dresden». Её тренером был Юрген Денхардт (нем. Jürgen Dennhardt) сначала на длинных дистанциях, а после перешла в шорт-трек вместе с тренером в 1992 году.
В 1994 и в 1995 годах она участвовала на юниорских чемпионатах мира по шорт-треку, где заняла лучшее 13-е место в общем зачёте. Уже через год она впервые стартовала на чемпионате мира в Гааге, но выбыла на всех дистанциях и заняла 23-е место в общем зачёте. В январе 1998 года на чемпионате Европы в Будапеште Кляйн выиграла свою первую медаль. Её команда в эстафете с результатом 4:26.903 заняла 3-е место, уступив соперницам из Нидерландов (4:26.246 — 2-е место) и Италии (4:25.090 — 1-е место).
На зимних Олимпийских играх 1998 года, что проходили в японском городе Нагано, Кунце была заявлена для выступления на 1000 метров и в эстафете. В женской эстафете на 3000 метров с результатом 4:37.110 немецкие шорт-трекистки финишировали четвёртыми в финале B (помимо Кунце, в команде состояли Катрин Вебер, Сюсанне Буш и Анна Экнер). В общем итоге они заняли 8-ю позицию. До 1998 года Ивонн Кунце также держала все национальные рекорды.
Чемпионат мира 1999 года в Софии стал самым успешным для Кунц, где она заняла 6-е место на дистанции 1500 м и 8-е место в многоборье. В 2000 году во время чемпионата Европы в Бормио Кунце выиграла личную бронзовую медаль на дистанции 1000 м. В финале, с результатом 1:40.138 с она закончила забег на третьем месте, пропустив вперед соперниц из Италии (Эвелину Родигари, 1:40.007 — 2-е место) и Болгарии (Евгению Раданову, 1:39.261 - 1-е место).
Последние в её карьере медали были получены во время чемпионата Европы по шорт-треку 2005 года в итальянском городе Турин. Сначала на дистанции 1000 м она выиграла бронзовую медаль, а позже в женской эстафете с результатом 4:34.510 заняла 3-е место, уступив первенство соперницам из Франции (4:28.293 — 2-е место) и России (4:26.415 — 1-е место).
Зимние Олимпийские игры 2006 года в Турине стали последними в карьере Кунце. Она принимала участие в забеге на 1000, 1500 м и эстафете. В забеге на 1000 м с результатом 1:34.789 она финишировала восьмой в финале B. Менее удачно она выступила в забеге на 1500 м. С результатом 2:48.009 она не смогла пройти квалификацию в I-ом раунде и в общем зачёте заняла 29-е место.

## Личная жизнь
По профессии — инспектор Федеральной полиции Германии. В 2014 году поступила на службу в службу безопасности в немецком доме на Красной поляне в Сочи. Живет со своим мужем, от которого она также взяла фамилию Опперманн, недалеко от Мюнхена, работает там, в аэропорту.